# Jarčji Vrh
Jarčji Vrh este o localitate din comuna Škocjan, Slovenia, cu o populație de 43 de locuitori.